# 루키 (용어)
루키(rookie)는 직업, 전문 분야 또는 취미에 새로 온 사람이다. 스포츠에서 루키는 첫 시즌(또는 해)에 프로 선수이다.
경험이 있는 베테랑과 달리 루키는 더 많은 훈련과 학습이 필요한 것으로 간주되지만, 업무에 새로운 외부 전문 지식을 가져올 수 있다.

## 어원
옥스포드 영어사전은 그 기원이 불확실하지만, 신병을 뜻하는 리크루트(recruit)라는 단어의 변형일 수도 있다고 말한다. OED에서 가장 초기의 예는 러디어드 키플링의 병영의 발라드(1892년 출판)에서 "투덜거리는 신병들에게 귀 기울여라"라는 구절로, 영국 육군의 신병을 루키로 지칭한다. 적어도 20세기 초에는 영국 육군에서 존 갤리쇼의 갈리폴리 참호(뉴욕 센츄리 컴퍼니: 1916)와 패트릭 맥길의 아마추어 육군(런던, 허버트 젠킨스: 1915)에서 예시된 것처럼 "신병" 대신 "루키"라는 용어가 일반적으로 사용되었다. 이 표현은 "루크"에서 파생되었을 수 있으며, "루키"는 속거나 사기당하는 사람일 것이다.

## 스포츠 문화
일부 스포츠에는 루키가 해야 하는 일이나 루키에게 장난을 치는 전통이 있다. 야구에서는 선수가 매우 이상한 의상을 입거나 크림 파이로 얼굴을 맞는 것과 같은 예가 있다. 미식축구의 전통적인 루키 "신고식" 절차에는 선수를 골대에 테이프로 묶고 얼음물, 게토레이 및 기타 물질을 부어주는 것이 포함된다.
- 메이저 리그 베이스볼에서는 리그가 남성으로 옷을 입거나 인종, 성별, 국적, 나이, 성적 지향 및 성 정체성에 기반한 공격적인 의상을 입는 것을 금지하는 반신고식 및 반괴롭힘 정책을 제정하여 신고식을 단속했다.[4]

### 미식축구
내셔널 풋볼 리그에서 루키는 그 해까지 프로 미식축구를 한 번도 해본 적이 없고 이전에 프로팀과 계약한 적이 없는 선수이다. NFL은 AP 통신이 투표한 올해의 신인 AP NFL 어워드로 최고의 신인에게 상을 수여한다. NFL에서는 루키 계약이 NFL 단체 협약에 명시된 조건에 따라 팀이 그들에게 지불할 수 있는 금액과 계약 기간을 제한하는 특별 계약 규칙이 있다.

### 자동차 경주

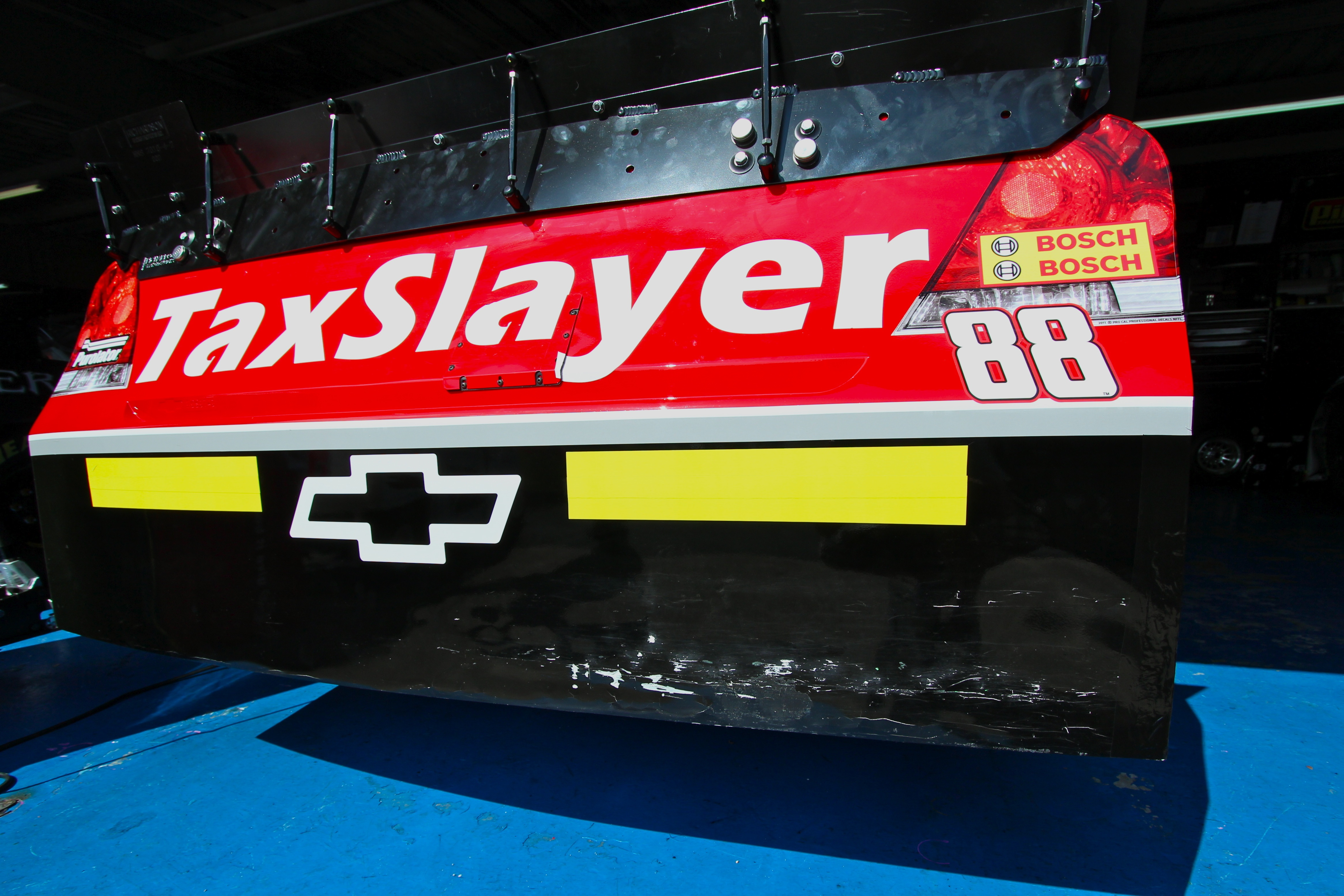
콜 위트(Cole Whitt)의 차에 노란색 루키 스트라이프

NASCAR 및 INDYCAR 루키(및 첫 경주가 아닌 트랙에서 첫 출전을 하는 비루키 NASCAR 드라이버)는 해당 규칙 책에 명시된 대로 차량 부분에 노란색 줄무늬로 표시된다. NASCAR에서 루키 스트라이프는 경주차의 꼬리 부분에 위치한다.

#### NASCAR
다음 규칙은 전국 시리즈에서 루키 상태에 대한 것이다.
- 이전 시즌에 5회 이하(2001년 이전 컵 및 엑스피니티, 연령 제한 트럭 시리즈 드라이버), 7회(2001-10, 컵 및 엑스피니티)를 출전했으며 해당 시리즈에서 드라이버 포인트 획득을 선언해야 한다 (2011년 이후).
  - 캠핑 월드 트럭 시리즈에서 시즌 시작 시 17세이고 총 10회 미만 출전한 드라이버는 18세가 된 후 첫 풀 시즌에 출전 자격이 있다. 16세 및 17세 트럭 시리즈 드라이버는 회로에 따라 시즌 동안 9회만 참가할 수 있다.
- 더 높은 NASCAR 공인 시리즈에서 5회 이상 출전한 드라이버는 더 낮은 시리즈에서 해당 시리즈를 선언하지 않은 경우 상을 받을 자격이 없다.
- 드라이버가 일정의 20번째 레이스 종료 전에 8회 출전하지 않으면 해당 시즌 나머지 기간 동안 루키 포인트 획득 자격이 즉시 박탈되며 2011년부터 해당 시리즈에서 선언된 상태를 유지한다. 드라이버는 이를 피하기 위해 시리즈 선언을 변경할 수 있다.
- 드라이버는 자신이 자격 부여하지 않은 팀에서 레이스를 시작하면 루키 포인트를 받을 수 없다. 그러나 해당 레이스에서 챔피언십 포인트는 여전히 획득할 수 있다.

#### INDYCAR
다음 규칙은 NTT 인디카 시리즈에서 루키 상태에 대한 것이다.
- 한 시즌에 NTT 인디카 시리즈 경주에 3회 이상 참가해서는 안 된다.
- 인디애나폴리스 500의 베테랑 드라이버는 전체 시리즈 경주에 3회 이상 참가하지 않았다면 여전히 시리즈 루키가 될 수 있다.
- 인디애나폴리스 500에 출전한 적이 없지만 NTT 인디카 시리즈 경주에 정식 시즌을 치른 드라이버는 첫 출전에서 여전히 인디애나폴리스 500 루키이다.

### 야구
메이저 리그 베이스볼(MLB)에서 루키 자격을 얻으려면 선수는 메이저 리그에서 타수 130회 또는 투구 이닝 50회 이하, 그리고 이전 시즌에 메이저 리그 클럽의 활동 명단에 45일 미만(부상자 명단 또는 9월 1일 이후 명단 확장 이후의 시간 제외)이어야 한다. 메이저 리그 베이스볼은 미국야구기자협회가 투표하고 1947년에 처음 수여된 메이저 리그 베이스볼 올해의 신인상으로 최고의 신인에게 상을 수여한다. 2001년부터 MLB는 이 달의 신인상도 수여한다.

### 농구
전미 농구 협회에서 루키는 그 해까지 그리고 지난 1년 동안 NBA에서 경기를 해본 적이 없는 선수이다. NBA는 미국 및 캐나다 스포츠 기자 및 방송인 패널이 투표한 올해의 신인 NBA 어워드로 최고의 신인에게 상을 수여한다. NBA에서는 루키 계약이 팀이 그들에게 지불할 수 있는 금액과 계약 기간을 제한하는 특별 계약 규칙이 있다.

### 아이스하키
내셔널 하키 리그에서 루키 자격을 얻으려면 선수는 이전 시즌에 25회 이상 NHL 경기에 출전하거나 이전 두 시즌 중 어느 시즌에 6회 이상 NHL 경기에 출전해서는 안 된다. 26세 이상(해당 시즌 9월 15일 기준)인 선수는 루키로 간주되지 않는다.

### 축구
메이저 리그 사커에서 루키는 이전 프로 경험이 없는 선수이다. MLS는 MLS 올해의 신인상으로 최고의 신인에게 상을 수여한다.

## 같이 보기
- 노비스